# Afrički haracini
Afrički haracini (lat. Alestidae), porodica slatkovodnih afričkih riba iz reda Characiformes. Postoji 19 rodova sa 119 vrsta
Najveća vrsta u porodici je predatorska riba Hydrocynus goliath koja može narasti do 1.4 m, a živi u bazenu rijeke Kongo, uključujući i rijeku Lualaba i jezera Upemba i Tanganyika.

## Rodovi
1. Alestes Müller and Troschel, 1844
2. Alestopetersius Hoedeman, 1951
3. Arnoldichthys Myers, 1926
4. Bathyaethiops Fowler, 1949
5. Brachypetersius Hoedeman, 1956
6. Brycinus Valenciennes in Cuvier and Valenciennes, 1850
7. Bryconaethiops Günther, 1873
8. Clupeocharax Pellegrin, 1926
9. Duboisialestes Poll, 1967
10. Hemigrammopetersius Pellegrin, 1926
11. Hydrocynus Cuvier, 1816
12. Ladigesia Géry, 1968
13. Lepidarchus Roberts, 1966
14. Micralestes Boulenger, 1899
15. Nannopetersius Hoedeman, 1956
16. Petersius Hilgendorf, 1894
17. Phenacogrammus Eigenmann in Eigenmann and Ogle, 1907
18. Rhabdalestes Hoedeman, 1951
19. Tricuspidalestes Poll, 1967